# Маяк Октября
Маяк Октября (рос. Маяк Октября) — селище у Ленінському районі Волгоградської області Російської Федерації.
Населення становить 539 осіб. Входить до складу муніципального утворення Маякське сільське поселення.

## Історія
Селище розташоване у межах українського історичного та культурного регіону Жовтий Клин.
Згідно із законом від 14 лютого 2005 року № 1004-ОД органом місцевого самоврядування є Маякське сільське поселення.

## Населення
| 2010 | 2012 | 2013 | 2014 | 2015 | 2016 | 2017 |
| ---- | ---- | ---- | ---- | ---- | ---- | ---- |
| 586  | ↗593 | ↘584 | ↘570 | ↘563 | ↗572 | ↘539 |